# 泉谷力治
泉谷 力治（いずみや りきじ、1834年9月5日  - 1909年12月5日）は、日本の教育者である。出羽国五十目村（後の秋田県五城目町)
に、小学校の前身となる「森嶽学校」を設立するなど子弟教育に尽力した。

## 経歴
出羽国五十目村の素封家で木材業を営んでいた泉谷庄八の長男として生まれた。
14歳から漢学を学び、向学心旺盛で、24歳になった1858年には、秋田藩士とともに江戸に上り、7年間江戸に滞在して学問の吸収にいそしんだ。途中、郷里からの仕送りが途絶えると、北町奉行所に雇われながら学問を続けた。
帰郷後は五十目村に寺子屋を開き、1872年の学制公布を機に寺子屋を増築したが、このときに泉谷家の財産はほとんど使い果たした。1874年に五十目村に置かれた小学校は「森嶽学校」と名付けられ、地元の寺子屋で開設されたのち、翌年には力治の寺子屋に仮校舎を移した。これが現在の五城目小学校につながっている。森嶽は同町にあるシンボル的な山「森山」にちなむ。
森嶽学校の初代校長は力治がなるものと目されていたが、実際には政府から派遣された役人が就き、力治は同校の嘱託教員という待遇になった。独自の教育理念を持ち、通り一遍の指導を嫌った力治は、小学校の放課後に従来の寺子屋方式での授業を行うこともあった。
寺子屋時代から地域初の小学校設立まで地域の子弟教育に情熱を注ぎ続けた力治は、五城目町における「教育の父」と呼ばれている。

## 参考資料
1. 1 2 3 4 5 6  五城目町教育委員会 編『すばらしい先輩たち 第1集』
2. 1 2 3 4  秋田魁新報社 編『秋田人名大事典』ISBN 978-4870202061